# Championnat de Grèce de hockey sur glace
 (avril 2019).
Si vous disposez d'ouvrages ou d'articles de référence ou si vous connaissez des sites web de qualité traitant du thème abordé ici, merci de compléter l'article en donnant les références utiles à sa vérifiabilité et en les liant à la section « Notes et références ».
Le Championnat hellénique (grec moderne : Ελληνικό Πρωτάθλημα Χόκεϊ επί Πάγου), officiellement Panellinio Protathlima Hellenic Championship est le championnat élite de hockey sur glace en Grèce. Pour le championnat 2011, il y a 7 équipes dans la ligue.

## Historique
Le championnat est interrompu régulièrement car il n'y a plus de patinoire en Grèce, a fortiori de patinoire aux dimensions réglementaires.
De 2003 à 2006 certains joueurs se sont entrainés à leurs frais en République Tchèque, avec l'aval de la fédération grecque.

## Équipes 2011
- Albatros HC, Athènes
- Aris Salonique
- Avantes HC, Athènes
- EORS Warriors, Athènes
- Iraklis Salonique
- Lefka Gerakia Madkows
- PAOK Salonique

## Champions
- 1989 : Aris Salonique
- 1990 : Aris Salonique
- 1991 : Aris Salonique
- 1992 : Iptameni HC Athènes
- 1993 : Iptameni HC Athènes
- 2000 : Iptameni HC Athènes
- 2008 : Iptameni HC Athènes
- 2009 : Iptameni HC Athènes
- 2010 : Iptameni HC Athènes
- 2011 : Aris Salonique (Iptameni HC Athènes non inscrit à la suite d'« une décision illégale du président de la fédération »)
- 2012 : Championnat annulé
- 2013 : Iptameni HC Athènes